# Фолюш
Фолюш (пол. Folusz) — лемківське село в Польщі, у гміні Дембовець Ясельського повіту Підкарпатського воєводства.
Населення — 666 осіб (2011).

## Розташування
Лежить на правому березі річки Клопітниця — лівої притоки річки Віслока.
Прилягає з півдня до воєводської дороги № 993. 10 км до центру гміни села Дембовець, 16 км до повітового центру Ясло і 65 км до воєводського центру Ряшева.

## Історія
В XVI р.ст. село було власністю роду Мнішеків і називалося Клопітниця. Однак спричиняло незручності те, що назва збігалася з назвою іншого села.
У 1881 році проживав 571 житель (греко-католики).
Тилявська схизма не торкнулася жителів села: станом на 1936 рік тут проживало 564 греко-католики і 17 римо-католиків.
До 1945 р. в селі було майже чисте лемківське населення: з 610 жителів села — 580 лемків і 30 поляків.
До 1945 р. греко-католики в селі належали до парохії Воля Цеклинська Дуклянського деканату, до якої також входили Цеклин і Ясло. Метричні книги провадились від 1784 р.
У 1945 році частину мешканців села було переселено на схід України, а решту в 1947 році в результаті операції «Вісла» було депортовано на понімецькі землі Польщі, на їх місце були поселені поляки.
У 1975—1998 роках село належало до Кросненського воєводства.

## Демографія
Демографічна структура станом на 31 березня 2011 року:
|          | Загалом | Допрацездатний вік | Працездатний вік | Постпрацездатний вік |
| -------- | ------- | ------------------ | ---------------- | -------------------- |
| Чоловіки | 363     | 40                 | 282              | 41                   |
| Жінки    | 303     | 35                 | 168              | 100                  |
| Разом    | 666     | 75                 | 450              | 141                  |

## Місцеві пам'ятки
- Чортів камінь.
- Магурський водоспад.